# Javier del Arco de Izco
Javier del Arco de Izco   (Barcelona, 17 d'abril de 1946 - Barcelona, 14 de gener de 2013) fou un enginyer, editor, periodista, fotògraf i escriptor en castellà i català, especialitzat en automobilisme. Considerat una autoritat en la matèria, en publicà nombroses obres de referència i col·laborà amb diverses publicacions especialitzades. Entre el 1969 i el 1994 va cobrir 185 Grans Premis de Fórmula 1, a més de curses de tota mena. Va crear i dirigir la revista i l'anuari especialitzats 4 Tiempos i va escriure obres que han esdevingut clàssics sobre la història dels esports del motor a Catalunya, com ara els dos volums sobre el circuit de Montjuïc, publicats pel RACC i la Fundació Can Costa els anys 2000 i 2004.
Resident a Cabrils (Maresme) durant els seus darrers anys de vida, va morir als 66 anys després d'una llarga malaltia, uns anys més tard d'haver començat a patir els efectes del Parkinson.

## Trajectòria
Llicenciat en enginyeria industrial i ciències de la informació, Javier del Arco va ser redactor en cap de la revista Fórmula (1971-1975) i de Solo Auto Actual (1987-1991). El 1973, esdevingué el primer periodista català a ingressar a la International Racing Press Association. Va crear i dirigir la revista 4 Tiempos (1979-1980) i l'anuari del mateix nom (1981-1987). Va fundar també una editorial familiar, Arcrís Ediciones (acrònim del seu cognom i el de la seva dona, Cristià), des de la qual publicà obres com ara Ricart - Pegaso: La Pasión del Automóvil de Carlos Mosquera y Enrique Coma-Cros (1998).
Al llarg dels anys, va escriure diverses obres històriques per encàrrec del RACC, com ara «Història de l'automobilisme a Catalunya» (1990), «40 años de historia del automovilismo en el circuito de Montjuïc, 1933-1975» (2000, el títol que ell més valorava de tota la seva obra) i «55 años de historia del motociclismo en el circuito de Montjuïc, 1932-1986» (2004). Va col·laborar també en l'apartat esportiu de «RACC cent anys de passió, 1906-2006» (2006). El 2007, el RACC va reconèixer la seva obra dedicant-li un homenatge a la seva seu central de Barcelona i fent-li lliurament del casc d'argent.

## Obres
Javier del Arco és especialment recordat per la seva monumental història de les curses al circuit de Montjuïc, amb sengles toms de 600 pàgines dedicats als cotxes (2000) i les motos (2004), escrits tots dos mentre començava a estar afectat de Parkinson. Fou l'autor també de moltes altres obres de referència, de les quals se'n llista una tria tot seguit:
- En castellà:
  - A 200 por hora (1975 i 1977), amb Jaume Alguersuari
  - Conducción deportiva del automóvil (1976), amb Mario Poltronieri
  - Conocimientos básicos de tu automóvil (1982), amb Clifford M. Tempest
  - Cuatro tiempos. Libro del año del automovilismo deportivo (1983)
  - Libro del año 1983-84 del automovilismo deportivo 4 tiempos (1984)
  - 40 años de historia del automovilismo en el circuito de Montjuïc (2000)
  - 55 años de historia del motociclismo en el circuito de Montjuic (2004)
  - El anuario de la Fórmula 1, 2004-2005 (2005), amb Jordi Camp i José Ramón Galán
- En català:
  - Història de l'automobilisme a Catalunya (1990)
  - RACC cent anys de passió, 1906-2006 (2006), amb Gabriel Pernau
  - La col·lecció (2008)